# Дьяков, Николай Иванович
Николай Иванович Дьяков (19.12.1915 — 29.06.1999) — слесарь механосборочных работ Красногорского механического завода Министерства оборонной промышленности СССР, Московская область. Герой Социалистического Труда (28.08.1948).

## Биография
Родился 19 декабря 1915 года в городе Николаев Херсонской губернии (ныне – Николаевской области Украины) в семье рабочих. Русский.
В 1921 году с родителями переехал в город Каменец-Подольский (ныне – Хмельницкой области Украины). Вскоре родители умерли. Воспитывался в детских домах в городах Каменец-Подольский и Самара. Сбежав из детского дома, беспризорничал, добрался до Москвы. Здесь снова был определён в детский дом, прошёл несколько детдомов Подмосковья, последний – в посёлке Павшино (ныне в черте города Красногорск), окончил 4 класса.
В апреле 1930 года поступил на завод № 19 в посёлке Баньки (ныне в черте города Красногорск) учеником в бригадное ученичество, окончил школу фабрично-заводского ученичества.
С 1932 года работал сборщиком на Павшинском заводе точной механики № 19 (с 1933 года – № 69). Завод, входивший в Наркомат вооружения СССР, специализировался на оснащении сухопутных войск прицельной и наблюдательной техникой.
В 1941 году вместе с предприятием был эвакуирован в Новосибирск. В годы Великой Отечественной войны деятельность предприятия полностью была направлена на нужды обороны. В марте 1942 года завод начал выпуск первых оптико-механических приборов и в июле этого же года в производстве находятся: большие стереотрубы «БСТ», танковые командирские панорамы «ПТК-5», перископические артиллерийские буссоли «ПАБ», миномётные прицелы «МПБ-80» и «МП-5К». Ставится на производство щелевой аэрофотоаппарат «АЩАФА-2» конструкции В. А. Семёнова. В 1944 году на заводе создаются специальные проектно-конструкторские бюро по аэрофотоаппаратам (СПКБ-1) и по артиллерийским оптическим приборам (СПКБ-2) с одновременной организацией опытно-экспериментальных цехов. Всего в период 1942—1945 годов заводом было выпущено более 400 тысяч различных приборов для нужд Красной армии. Дьяков Н. И., как специалист, призыву на фронт не подлежал. Трудился на заводе сборщиком-механиком все военные и первые послевоенные годы. Член ВКП(б)/КПСС с 1962 года.
В 1950 году по состоянию здоровья перевёлся в город Красногорск, поступил работать по той же специальности на Красногорский механический завод (был образован в 1942 году на площадях эвакуированного завода № 69), фактически вернулся на свой же завод. С 1962 года – слесарь механосборочных работ того же предприятия.
Указом Президиума Верховного Совета СССР («закрытым») от 28 июля 1966 года за выдающиеся заслуги в выполнении плана 1959–1965 годов и создание новой техники Дьякову Николаю Ивановичу присвоено звание Героя Социалистического Труда с вручением ордена ордена Ленина и золотой медали «Серп и Молот».
Работал на заводе до выхода на пенсию.
Жил в городе Красногорск. Умер 29 июня 1999 года. Похоронен на Павшинском кладбище Красногорск.

## Награды
- Золотая медаль «Серп и Молот» (28.07.1966)
- Орден Ленина (28.07.1966)
- Медаль «В ознаменование 100-летия со дня рождения Владимира Ильича Ленина» (6 апреля 1970)
- Медаль «За трудовую доблесть» (04.09.1948)
- Медаль «Ветеран труда»

## Память
- На могиле установлен надгробный памятник.
- В Красногорске, на доме где жил ветеран (улица Кирова, 2), установлена мемориальная доска.